# Gand-Wevelgem 1981
La Gand-Wevelgem 1981, quarantatreesima edizione della corsa, si svolse il 8 aprile su un percorso di 252 km, con partenza a Gand e arrivo a Wevelgem. Fu vinta dall'olandese Jan Raas della Ti-Raleigh-Creda davanti ai belgi Roger De Vlaeminck e Fons De Wolf.

## Ordine d'arrivo (Top 10)
| Pos. | Corridore          | Squadra               | Tempo    |
| ---- | ------------------ | --------------------- | -------- |
| 1    | Jan Raas           | Ti-Raleigh-Creda      | 5h47'00" |
| 2    | Roger De Vlaeminck | DAF Trucks-Cote d'Or  | s.t.     |
| 3    | Fons De Wolf       | Vermeer-Thijs         | s.t.     |
| 4    | Gregor Braun       | Famcucine-Campagnolo  | s.t.     |
| 5    | Marc Demeyer       | Capri Sonne           | s.t.     |
| 6    | Adrie van der Poel | DAF Trucks-Cote d'Or  | s.t.     |
| 7    | Ludo Peeters       | Ti-Raleigh-Creda      | s.t.     |
| 8    | Eddy Vanhaerens    | Boule d'Or-Sunair     | a 12"    |
| 9    | Giuseppe Saronni   | Gis Gelati-Campagnolo | s.t.     |
| 10   | Jos Jacobs         | Capri Sonne           | s.t.     |